# İmam bayıldı

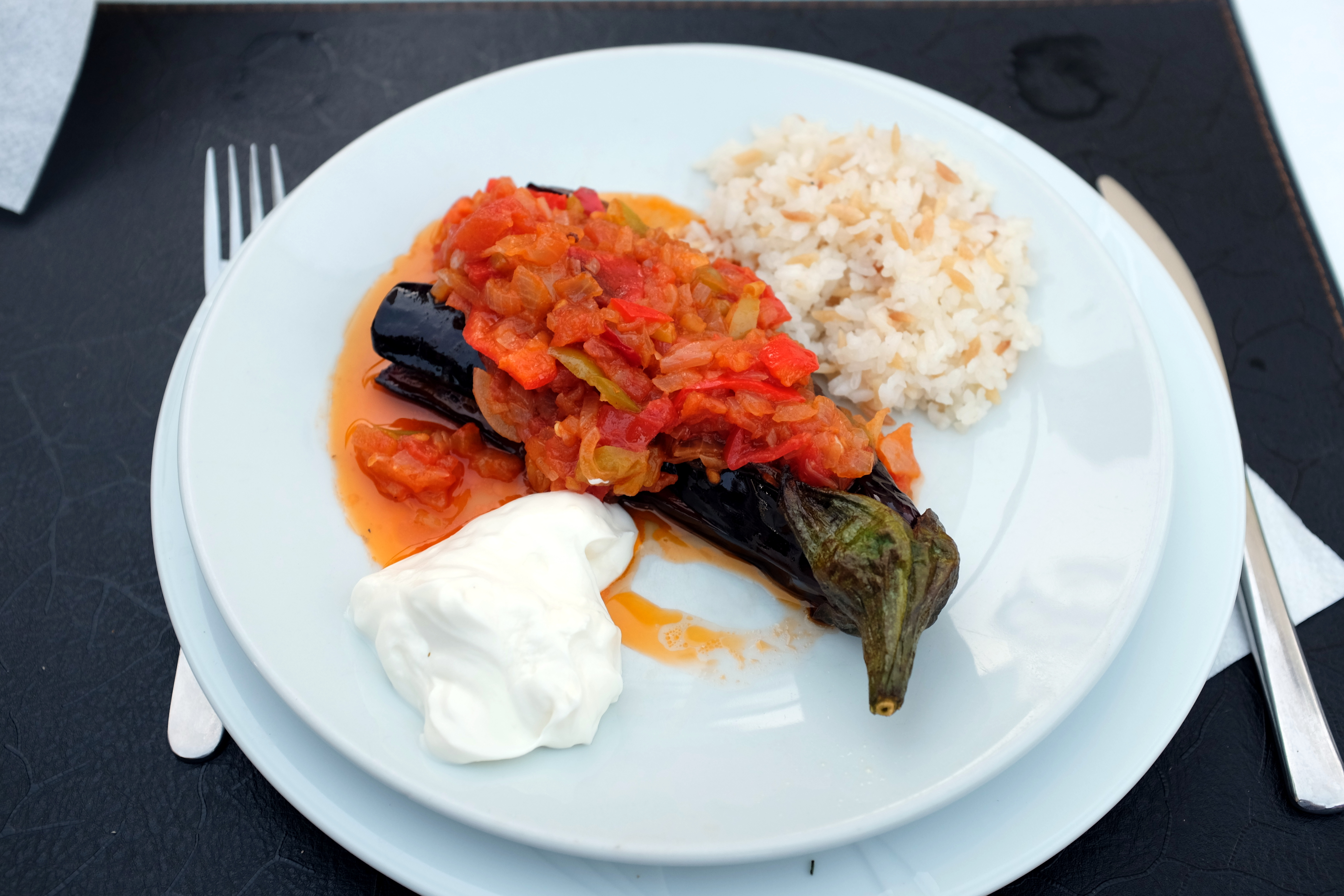
İmam bayıldı mit Reis und Joghurt

İmam bayıldı (türkisch für „Der Imam fiel [vor Entzücken] in Ohnmacht“; griechisch Ιμάμ Μπαϊλντί Imam Bailti) ist ein in der  Türkei, Albanien, Bulgarien und in Griechenland verbreitetes Gemüsegericht  aus geschmorten gefüllten Auberginen. Der Legende nach soll ein Imam (Vorbeter) ob des überaus köstlichen Geschmacks vor Entzücken in Ohnmacht gefallen sein, als er es zum ersten Mal probierte – daher auch der Name des Rezepts.
Zur Zubereitung werden die Auberginen der Länge nach vom Stielansatz her vier- bis sechsmal in einer Breite von ungefähr einem Zentimeter geschält, so dass die Auberginen gestreift aussehen. Sodann werden sie bis zum Füllen in Salzwasser eingelegt, damit sie nicht braun werden. In der Zwischenzeit wird die Füllung aus gehäuteten, gewürfelten Tomaten, grünen milden, fein geschnittenen Peperoni, gehackter glatter Petersilie, sehr fein gehackten Zwiebeln, Knoblauch und diversen Gewürzen – in der klassischen Variante Salz, Thymian, schwarzer Pfeffer, Muskatnuss und/oder Zimt und etwas Zucker – hergestellt. Manche Köche geben pro Aubergine ein fein gehacktes Sardellenfilet hinzu. Anschließend werden die Auberginen trocken getupft und an einer geschälten Stelle der Länge nach eingeschlitzt, gefüllt und in einen flachen Bräter gelegt. Nachdem sie mit einer Mischung aus heißer Brühe und Olivenöl übergossen wurden, werden sie bei mittlerer Hitze im Backofen gegart.
İmam bayıldı kann warm mit Reis und weiteren Beilagen oder kalt als Vorspeise serviert werden.
Ganz ähnlich wird ein anderes türkisches Gericht zubereitet: Patlıcan karnıyarık („Bauchspalter mit Auberginen“). Der wesentliche Unterschied besteht darin, dass die Füllung zusätzlich Hackfleisch enthält. Wie die meisten Hackfleischgerichte wird Patlıcan karnıyarık im Gegensatz zu İmam bayıldı in der klassischen türkischen Küche nur warm serviert.